# Herbert Blöcker

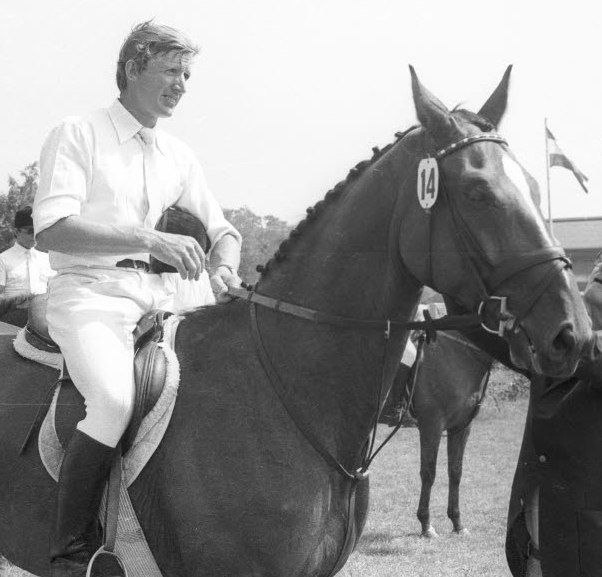
Herbert Blöcker auf „Marlandus“ (1978)

Herbert Blöcker (* 1. Januar 1943 in Fiefharrie; † 15. Februar 2014 in Elmshorn) war ein deutscher Vielseitigkeitsreiter, der bei drei Olympiastarts drei olympische Medaillen gewann.

## Karriere
Herbert Blöcker vom Reit- und Fahrverein Elmshorn war 1971 hinter Harry Klugmann Zweiter der Deutschen Meisterschaft. 1973 bei der Europameisterschaft in Kiew belegte Blöcker den zweiten Platz in der Einzelwertung und siegte mit der deutschen Equipe in der Mannschaftswertung. Bei der Weltmeisterschaft 1974 gewann er auf Albrant zusammen mit Martin Plewa, Horst Karsten und Kurt Mergler die Bronzemedaille. Als Deutscher Meister von 1974 und 1975 war Blöcker auch Mitglied der Equipe, die bei der Europameisterschaft 1975 die Bronzemedaille gewann. Bei seiner ersten Olympiateilnahme 1976 in Montreal ritt Blöcker mit Albrant auf den 13. Platz in der Einzelwertung. Zusammen mit Karl Schultz, Helmut Rethemeier und Otto Ammermann erhielt Blöcker hinter der Mannschaft aus den Vereinigten Staaten die Silbermedaille. 1978 traten Blöcker und Albrant noch einmal gemeinsam an und gewannen zusammen mit Otto Ammermann, Harry Klugmann und Helmut Rethemeier die Silbermedaille bei der Weltmeisterschaft.
Der Boykott verhinderte seinen Start bei den Olympischen Spielen 1980. Beim ersatzweise ausgetragenen Festival in Fontainebleau war Blöcker Einzelreiter und kam mit Contrast auf den 27. Rang. 1982 ritt Blöcker auf Ladad bei der Weltmeisterschaft und gewann mit Helmut Rethemeier, Dietmar Hogrefe und Rüdiger Schwarz die Silbermedaille in der Mannschaftswertung.
Ende der 1980er Jahre hatte Blöcker mit der 1976 geborenen Fuchsstute Feine Dame ein Pferd, mit dem er noch erfolgreicher werden sollte als mit Albrant in den 1970er Jahren. Bei den Olympischen Spielen 1988 war er allerdings nur als Ersatzreiter dabei. Von 1989 bis 1991 belegten Blöcker und Feine Dame dreimal den zweiten Platz bei der Deutschen Meisterschaft. Bei der Weltmeisterschaft 1990 gewann er zusammen mit Edith Beine, Marina Loheit und Matthias Baumann die Bronzemedaille. 1992 in Barcelona traten Blöcker und Feine Dame zu Blöckers zweitem Olympiastart an. Die beiden gewannen in der Einzelwertung die Silbermedaille hinter dem Australier Matthew Ryan. In der Mannschaftswertung siegte Australien vor Neuseeland, zusammen mit Matthias Baumann, Ralf Ehrenbrink und Cord Mysegaes gewann Blöcker die Bronzemedaille. Nach den Olympischen Spielen 1992 beendete Feine Dame ihre Karriere.
Dafür erhielt er am 23. Juni 1993 das Silberne Lorbeerblatt.
Blöcker startete 1996 in Atlanta auf Kiwi Dream in der Einzelwertung und belegte den 16. Platz. 1997 erreichte Blöcker noch einmal den zweiten Platz bei der Deutschen Meisterschaft.
Beim Verband der Züchter des Holsteiner Pferdes begann Blöcker 1969 als Verkaufsreiter. Hier war er bis 2006 beschäftigt, bei den Körungen des Verbandes war er viele Jahre lang für das Freispringen verantwortlich. Noch bis 2012 war er für den Holsteiner Verband als Trainingsleiter der Stationsprüfungen bei den Stutenprüfungen tätig.
2008 wurde Herbert Blöcker zusammen mit Feine Dame in die Hall of Fame der internationalen Vereinigung der Vielseitigkeitsreiter aufgenommen. Er starb im Februar 2014 an einer Krebserkrankung.